# محوطه سه پسان
محوطه سه پسان مربوط به هزاره ۵ قبل از میلاد - دوره اشکانیان - سده‌های میانه دوران‌های تاریخی پس از اسلام است و در شهرستان سلسله، بخش مرکزی، دهستان یوسف وند، ۶۰۰ متری جنوب غرب روستای هندی واقع شده و این اثر در تاریخ ۲۲ اسفند ۱۳۸۵ با شمارهٔ ثبت ۱۸۲۳۹ به‌عنوان یکی از آثار ملی ایران به ثبت رسیده است.